# سیارک ۲۶۳۳۱
سیارک ۲۶۳۳۱ (به انگلیسی: 26331 Kondamuri، نامگذاری:1998WC10)۲۶۳۳۱مین سیارک کشف شده‌است که در ۲۱ نوامبر ۱۹۹۸ کشف شد.